# Carol Lake
Керол-Лейк – підприємство з видобутку і переробки залізних руд біля Лабрадор-Сіті у Ньюфаунленд і Лабрадорі у Канаді. 
Два кар’єри. 
Запаси 2 млрд т (вміст заліза 45-40 %). 
Річна потужність 47,5 млн т сирої руди.